# Boyfriend (canción de Mabel)
«Boyfriend» —en español: «Novio»— es una canción de la cantante inglesa Mabel, lanzada el 26 de febrero de 2020. Se incluyó como pista extra en la reedición digital de su álbum debut, High Expectations (2019). La canción toma un sample de «Remember Me» (1997) de Blue Boy, que a su vez sampleó «Woman of the Ghetto» (1969) de Marlena Shaw.

## Antecedentes
Mabel anunció el lanzamiento de la canción el 21 de febrero de 2020. La describió como una expresión de que desear a alguien en la vida no implica dejar de ser «that bitch». «Boyfriend» es un himno pop enérgico con una producción vibrante. La letra aborda el empoderamiento femenino, donde Mabel expresa su deseo de tener un novio, pero aclara que no lo necesita: «Quiero un novio... Aunque un hombre no es algo que necesito». La canción está en la tonalidad de si menor y tiene un tempo de 100 pulsaciones por minuto.

### Video musical
Isaac Rentz dirigió el videoclip de «Boyfriend», lanzado el 26 de febrero de 2020. Según Mabel, la inspiración provino de la fallecida cantante Aaliyah. En el video, crea a su novio ideal en un laboratorio subterráneo, en una versión invertida por género de la película Weird Science (1985).

## Posicionamiento en listas
| Listas (2020)                               | Mejor posición |
| ------------------------------------------- | -------------- |
| Bélgica (Flandes) (Ultratip Bubbling Under) | 4              |
| Bélgica (Valonia) (Ultratip Bubbling Under) | 26             |
| Croacia (HRT)                               | 55             |
| República Checa (Rádio Top 100)             | 37             |
| Euro Digital Song Sales                     | 16             |
| Hungría (Rádiós Top 40)                     | 25             |
| Irlanda (IRMA)                              | 9              |
| México (Billboard)                          | 27             |
| Nueva Zelanda (RMNZ)                        | 38             |
| Rumania (Airplay 100)                       | 53             |
| Escocia (Scottish Singles Sales Chart)      | 11             |
| Eslovaquia (Rádio Top 100)                  | 81             |
| Suecia (Sverigetopplistan)                  | 5              |
| Reino Unido (UK Singles Chart)              | 10             |